# Vrijeme ljubavi
Vrijeme ljubavi (por. Tempo de Amar) brazilska je telenovela koju je od 2017. do 2018. godine proizvodio i prikazivao TV Globo. U Hrvatskoj se prikazuje od 20. ožujka 2024. godine na Prvom programu Hrvatske radiotelevizije.

## Radnja
Radnja telenovele počinje u fiktivnom gradu imena Morros Verdes u Portugalu. Maria Vitória kći je Joséa Augusta, bogatog proizvođača vina i maslinova ulja, kojoj je ugovoren brak s Fernãom Monizom. Međutim, Maria Vitória gubi interes za brak s Fernãom i zaljubljuje se u Inácia, siromaha iz Morros Verdesa. Ináciu je u planu preseliti se u Brazil i tamo  se zaposliti kako bi se izbavio iz svoje nepovoljne financijske situacije. Par se mora suočiti s brojnim zaprekama kako bi ostali zajedno. Jedna od tih zapreka je Delfina, upraviteljica imanja Joséa Augusta koja pod svaku cijenu želi pomrsiti budućnost Marie Vitórie.

## Glumačka postava

### Glavni likovi
- Vitória Strada kao Maria Vitória Correia Guedes[3]
- Bruno Cabrerizo kao Inácio Ramos
- Andreia Horta kao Lucinda Macedo
- Jayme Matarazzo kao Fernão Muniz
- Tony Ramos kao José Augusto Correia Guedes
- Letícia Sabatella kao Delfina Leitão
- Nívea Maria kao Henriqueta
- Regina Duarte kao Madame Lucerne
- Henri Castelli kao Teodoro Magalhães

## Pregled serije
| Sezone | Sezone | Epizode | Brazilsko prikazivanje | Brazilsko prikazivanje | Hrvatsko prikazivanje | Hrvatsko prikazivanje |
| Sezone | Sezone | Epizode | Premijera              | Finale                 | Premijera             | Finale                |
| ------ | ------ | ------- | ---------------------- | ---------------------- | --------------------- | --------------------- |
|        | 1.     | 148     | 27. rujna 2017.        | 19. ožujka 2018.       | 20. ožujka 2024.      | 23. srpnja 2024.      |